# Batracomorphus dardanus
Batracomorphus dardanus är en insektsart som beskrevs av Knight 1983. Batracomorphus dardanus ingår i släktet Batracomorphus och familjen dvärgstritar. Inga underarter finns listade i Catalogue of Life.